# Даніель Аддо (футболіст, 1976)
Даніель Аддо (англ. Daniel Addo, нар. 6 листопада 1976, Аккра) — ганський футболіст, що грав на позиції півзахисника. Виступав за національну збірну Гани, у складі якої був учасником Кубків африканських націй 1996 та 2000 років.

## Клубна кар'єра
У дорослому футболі дебютував 1991 року виступами за команду «Аккра Грейт Олімпікс», в якій провів два сезони, після чого 1993 року став гравцем німецького клубу «Баєр 04», втім так до першої комаеди не пробився, виступаючи виключно за резервну команду у третьому і четвертому дивізіонах Німеччини. Загалом відіграв за дублерів клубу з Леверкузена п'ять сезонів своєї ігрової кар'єри.
Згодом з 1998 року грав за інші нижчолігові німецькі клуби «Фортуна» (Дюссельдорф), «Карлсруе СК» та «Ворматія».
У 2002—2003 роках Аддо виступав у австрійському «Лустенау». Потім два роки виступав у «Неджмеху». У 2004 та 2005 роках він виграв з ним чемпіонат Лівану. У 2005 році він переїхав до «Вардар» зі Скоп'є, з яким виграв Кубок Македонії в 2007 році.
Завершив ігрову кар'єру на батьківщині у клубі «Секонді Гасаакас», за який виступав протягом 2007—2008 років.

## Виступи за збірні
У складі юнацької збірної Гани був учасником юнацького чемпіонату світу 1991 року в Італії, де зіграв у п'яти матчах і здобув з командою золоті нагороди, а також юнацького чемпіонату світу 1993 року в Японії, на якому забив три голи у шести іграх і став срібним призером турніру.
1993 року залучався до складу молодіжної збірної Гани, з якою був учасником молодіжного чемпіонату світу 1993 року. На чемпіонаті Аддо зіграв у всіх шести матчах і забив один гол, ставши з командою віце-чемпіоном світу.
1994 року дебютував в офіційних матчах за національну збірну Гани. У її складі був учасником Кубка африканських націй 1996 року у ПАР та Кубка африканських націй 2000 року у Гані та Нігерії, втім в обох випадках не був основним гравцем. На першому турнірі він зіграв у двох іграх — в групі проти Мозамбіку (2:0) і в грі за третє місце із Замбією (0:1), а на другому зіграв лише в одному матчі, проти Того (2:0).
Всього протягом кар'єри у національній команді, яка тривала 7 років, провів у її формі 12 матчів, забивши 2 голи.

## Досягнення
- Чемпіон Лівану: 2003/04, 2004/05
- Володар Суперкубка Лівану: 2004
- Володар Кубка Македонії: 2006/07

Збірні
- Чемпіон світу (U-17): 1991
- Чемпіон Африки (U-21): 1993